# 1992年アルベールビルオリンピックのバイアスロン競技
1992年アルベールビルオリンピックのバイアスロン競技（1992ねんアルベールビルオリンピックのバイアスロンきょうぎ）はアルベールヴィルから40km離れたリ・セージで男女計6種目が実施された。

## 各国のメダル数
| 順 | 国・地域           | 金 | 銀 | 銅 | 計 |
| -- | ------------------ | -- | -- | -- | -- |
| 1  | ドイツ (GER)       | 3  | 4  | 0  | 7  |
| 2  | EUN (EUN)          | 2  | 2  | 2  | 6  |
| 3  | フランス (FRA)     | 1  | 0  | 0  | 1  |
| 4  | スウェーデン (SWE) | 0  | 0  | 2  | 2  |
| 5  | カナダ (CAN)       | 0  | 0  | 1  | 1  |
| 5  | フィンランド (FIN) | 0  | 0  | 1  | 1  |

## 競技結果

### 男子10km
- 1992年2月12日

| 順位 | 国・地域     | 氏名                       | タイム（ミスショット） |
| ---- | ------------ | -------------------------- | ---------------------- |
| 金   | ドイツ       | マルク・キルヒナー         | 26分02秒3（0）         |
| 銀   | ドイツ       | リッコ・グロス             | 26分18秒0（1）         |
| 銅   | フィンランド | ハッリ・エロランタ         | 26分26秒0（0）         |
| 4    | EUN          | セルゲイ・チェピコフ       | 26分27秒5（0）         |
| 5    | EUN          | ヴァレリー・キリイェンコ   | 26分31秒8（3）         |
| 6    | ドイツ       | イェンス・シュタイニゲン   | 26分34秒8（0）         |
| 7    | イタリア     | アンドレアス・ツィンゲルレ | 26分38秒6（1）         |
| 8    | カナダ       | スティーヴ・セアー         | 26分46秒4（01）        |
| 9    | ドイツ       | フランク＝ペーター・ローチ | 26分54秒1（2）         |
| 10   | フランス     | エルヴェ・フランディン     | 26分56秒6（1）         |
| 36   | 日本         | 小舘操                     | 28分07秒0（3）         |
| 78   | 日本         | 風間淳                     | 30分34秒7（6）         |

### 男子20km
- 1992年2月20日

| 順位 | 国・地域     | 氏名                   | タイム（ミスショット） |
| ---- | ------------ | ---------------------- | ---------------------- |
| 金   | EUN          | エフゲニー・レドキン   | 57分34秒4（0）         |
| 銀   | ドイツ       | マルク・キルヒナー     | 57分40秒8（3）         |
| 銅   | スウェーデン | ミカエル・レフグレン   | 57分59秒4（2）         |
| 4    | EUN          | アレクサンドル・ポポフ | 58分02秒9（2）         |
| 5    | フィンランド | ハッリ・エロランタ     | 58分15秒7（1）         |
| 6    | フィンランド | ヴェサ・ヒエタラハティ | 58分24秒6（1）         |
| 7    | イタリア     | ヨハン・パッスラー     | 58分25秒9（4）         |
| 8    | ノルウェー   | フローデ・レーベルク   | 58分32秒4（1）         |
| 9    | ノルウェー   | ギスレ・フェンネ       | 58分32秒9（1）         |
| 10   | EUN          | セルゲイ・チェピコフ   | 58分47秒6（3）         |
| 28   | 日本         | 小舘操                 | 1時間00分53秒1（2）    |
| 63   | 日本         | 風間淳                 | 1時間04分32秒8（6）    |

### 男子4x7.5kmリレー
- 1992年2月16日

| 順位 | 国・地域         | 氏名                                                                                            | タイム（ミスショット） |
| ---- | ---------------- | ----------------------------------------------------------------------------------------------- | ---------------------- |
| 金   | ドイツ           | リッコ・グロス イェンス・シュタイニゲン マルク・キルヒナー フリッツ・フィッシャー               | 1時間24分43秒5（0）    |
| 銀   | EUN              | ヴァレリー・メドベドツェフ アレクサンドル・ポポフ ヴァレリー・キリイェンコ セルゲイ・チェピコフ | 1時間25分06秒3（0）    |
| 銅   | スウェーデン     | ウルフ・ヨハンソン アレイフ・アンデション トード・ヴィクステン ミカエル・レフグレン             | 1時間25分38秒2（0）    |
| 4    | イタリア         | フベルト・リートジェブ ヨハン・パッスラー ピエラルベルト・カッラーラ アンドレアス・ツィンゲルレ | 1時間26分18秒1（2）    |
| 5    | ノルウェー       | ガイル・アイナン フローデ・レーバルク ギースレ・フェンネ アイリック・クヴォールフォス           | 1時間26分32秒4（1）    |
| 6    | フランス         | ザビエ・ブロン ティエリー・ジャービエ クリスチャン・デュモーン エルヴェ・フランディン           | 1時間27分13秒3（0）    |
| 7    | チェコスロバキア | マルチン・リプル トマシュ・コス イジー・ホルベック イヴァン・マサジーク                         | 1時間27分15秒7（0）    |
| 8    | フィンランド     | ヴェサ・ヒエタラハティ ヤーッコ・ニエミ ハッリ・エロランタ カリ・カタヤ                         | 1時間27分39秒5（1）    |

### 女子7.5km
- 1992年2月11日

| 順位 | 国・地域         | 氏名                                  | タイム（ミスショット） |
| ---- | ---------------- | ------------------------------------- | ---------------------- |
| 金   | EUN              | アンフィサ・レスツォワ                | 24分29秒2（3）         |
| 銀   | ドイツ           | アンティエ・ミゼールスキー=ハーヴェイ | 24分45秒1（2）         |
| 銅   | EUN              | エレーナ・ベロワ                      | 24分50秒8（2）         |
| 4    | ブルガリア       | ナデツダ・アレクシエワ                | 24分55秒8（0）         |
| 5    | チェコスロバキア | イジーナ・アダミチコワ                | 24分57秒6（0）         |
| 6    | ドイツ           | ペトラ・シャーフ                      | 25分10秒4（1）         |
| 7    | フランス         | アンヌ・ブリアン                      | 25分29秒8（2）         |
| 8    | ブルガリア       | シルヴァナ・ブラゴエワ                | 25分33秒5（2）         |
| 9    | フランス         | デルフィネ・ビューレ                  | 25分50秒5（4）         |
| 10   | ドイツ           | インガ・ケスパー                      | 25分57秒3（2）         |
| 22   | 日本             | 本田佳子                              | 26分57秒3（2）         |

### 女子15km
- 1992年2月19日

| 順位 | 国・地域   | 氏名                                  | タイム（ミスショット） |
| ---- | ---------- | ------------------------------------- | ---------------------- |
| 金   | ドイツ     | アンティエ・ミゼールスキー=ハーヴェイ | 51分47秒2（1）         |
| 銀   | EUN        | スヴェトラナ・パチェルスカヤ          | 51分58秒5（1）         |
| 銅   | カナダ     | ミリアム・ベダール                    | 52分15秒0（2）         |
| 4    | フランス   | ヴェロニク・クローデル                | 52分21秒2（2）         |
| 5    | ブルガリア | ナデツダ・アレクシエワ                | 52分30秒2（1）         |
| 6    | フランス   | デルフィネ・ビューレ                  | 53分00秒8（3）         |
| 7    | フランス   | コリン・ニオグレ                      | 53分06秒6（2）         |
| 8    | イタリア   | ナタリー・サンテール                  | 53分10秒3（3）         |
| 9    | ノルウェー | エリン・クリスチャンセン              | 53分19秒6（2）         |
| 10   | ノルウェー | シグネ・トゥロステン                  | 53分24秒5（2）         |
| 35   | 日本       | 本田佳子                              | 57分55秒8（3）         |

### 女子3x7.5kmリレー
1992年2月14日
| 順位 | 国・地域         | 氏名                                                                      | タイム（ミスショット） |
| ---- | ---------------- | ------------------------------------------------------------------------- | ---------------------- |
| 金   | フランス         | コリン・ニオグレ ヴェロニク・クローデル アンヌ・ブリアン                  | 1時間15分55秒6（0）    |
| 銀   | ドイツ           | ウルスラ・ディスル アンティエ・ミゼールスキー=ハーヴェイ ペトラ・シャーフ | 1時間16分18秒4（1）    |
| 銅   | EUN              | エレーナ・ベロワ アンフィサ・レスツォワ エレーナ・メルニコワ              | 1時間16分54秒6（2）    |
| 4    | ブルガリア       | シルヴァナ・ブラゴエワ ナデツダ・アレクシエワ イワ・シュコドレワ          | 1時間18分54秒8（0）    |
| 5    | フィンランド     | マリ・ランピネン トゥイカ・シキオ テルヒ・マーッカネン                    | 1時間20分17秒8（0）    |
| 6    | スウェーデン     | クリスティナ・ トゥイカ・シキオ テルヒ・マーッカネン                      | 1時間20分17秒8（0）    |
| 7    | ノルウェー       | シグネ・トゥロステン ヒルデガン・フォッセン エリン・クリスチャンセン      | 1時間21分20秒0（1）    |
| 8    | チェコスロバキア | ガブリエラ・スヴォヴァ ヤナ・クルコワ イジーナ・アダミチコワ              | 1時間23分12秒7（3）    |